# Homalium rufescens
Homalium rufescens är en videväxtart som först beskrevs av Ernst Meyer och Presl, och fick sitt nu gällande namn av George Bentham. Homalium rufescens ingår i släktet Homalium och familjen videväxter. Inga underarter finns listade i Catalogue of Life.